# Прва влада Драгише Цветковића
Прва влада Драгише Цветковића је била влада Краљевине Југославије од 5. фебруара 1939. до 26. августа 1939. године.

## Чланови владе
| Функција                                                     | Слика | Име и презиме              | Детаљи          |
| ------------------------------------------------------------ | ----- | -------------------------- | --------------- |
| Председник Министарског савета и министар унутрашњих послова |       | Драгиша Ј. Цветковић       |                 |
| Министар иностраних послова                                  |       | Александар Цинцар-Марковић |                 |
| Министар војске и морнарице                                  |       | Милутин Ђ. Недић           |                 |
| Министар правде                                              |       | Виктор Ружић               |                 |
| Министар просвете                                            |       | Стеван Ћирић               |                 |
| Министар финансија                                           |       | Војин Ђуричић              |                 |
| Министар грађевина                                           |       | Миха Крек                  |                 |
| Министар трговине и индустрије                               |       | Јеврем Томић               |                 |
| Министар пољопривреде                                        |       | Никола Бешлић              |                 |
| Министар пошта, телеграфа и телефона                         |       | Јован Алтипармаковић       |                 |
| Министар шума и рудника                                      |       | Љубомир Пантић             |                 |
| Министар саобраћаја                                          |       | Мехмед Спахо               | до 29. 6. 1939. |
| Министар саобраћаја                                          |       | Џафер Куленовић            | заступник       |
| Министар социјалне политике и народног здравља               |       | Милоје Рајковић            |                 |
| Министар физичког васпитања народа                           |       | Ђуро Чејовић               |                 |
| Министар без портфеља                                        |       | Џафер Куленовић            |                 |
| Министар без портфеља                                        |       | Анте Мастровић             |                 |
| Министар без портфеља                                        |       | Франц Сној                 |                 |
| Министар без портфеља                                        |       | Бранко Миљуш               |                 |
| Министар без портфеља                                        |       | Војко Чвркић               | од 24. 2. 1939. |